# Jabłanica (pasmo)
Jabłanica (maced. Јабланица, alb. Raduk) – pasmo górskie na Półwyspie Bałkańskim, na granicy Macedonii Północnej i Albanii. Jego długość wynosi około 35 km. Od wschodu ogranicza je rzeka Czarny Drin, za którą znajduje się pasmo Stogowo i masyw Karaorman. Na południowy wschód od pasma Jabłanica znajduje się Jezioro Ochrydzkie, a na północy dolina Debar z miastem Debar i jeziorem o tej samej nazwie.
Najwyższym szczytem jest Crn Kamen (2257 m). Inne ważne szczyty to: Striżak (2233 m), Krstec (2186 m) i Czumin Wrw (2125 m).
Pasmo ma formę płaskowyżu położonego na wysokości około 1900 metrów z którego wyrastają szczyty. Płaskowyż pocięty jest głębokimi wąwozami.
Pasmo zbudowane jest z łupków paleozoicznych i wapieni triasowych. W wyższych partiach znajdują się cztery jeziora polodowcowe. Dolne partie pokrywają lasy, przeważnie bukowe.
Po stronie albańskiej część pasma obejmuje Park Narodowy Shebenik-Jabllanice.

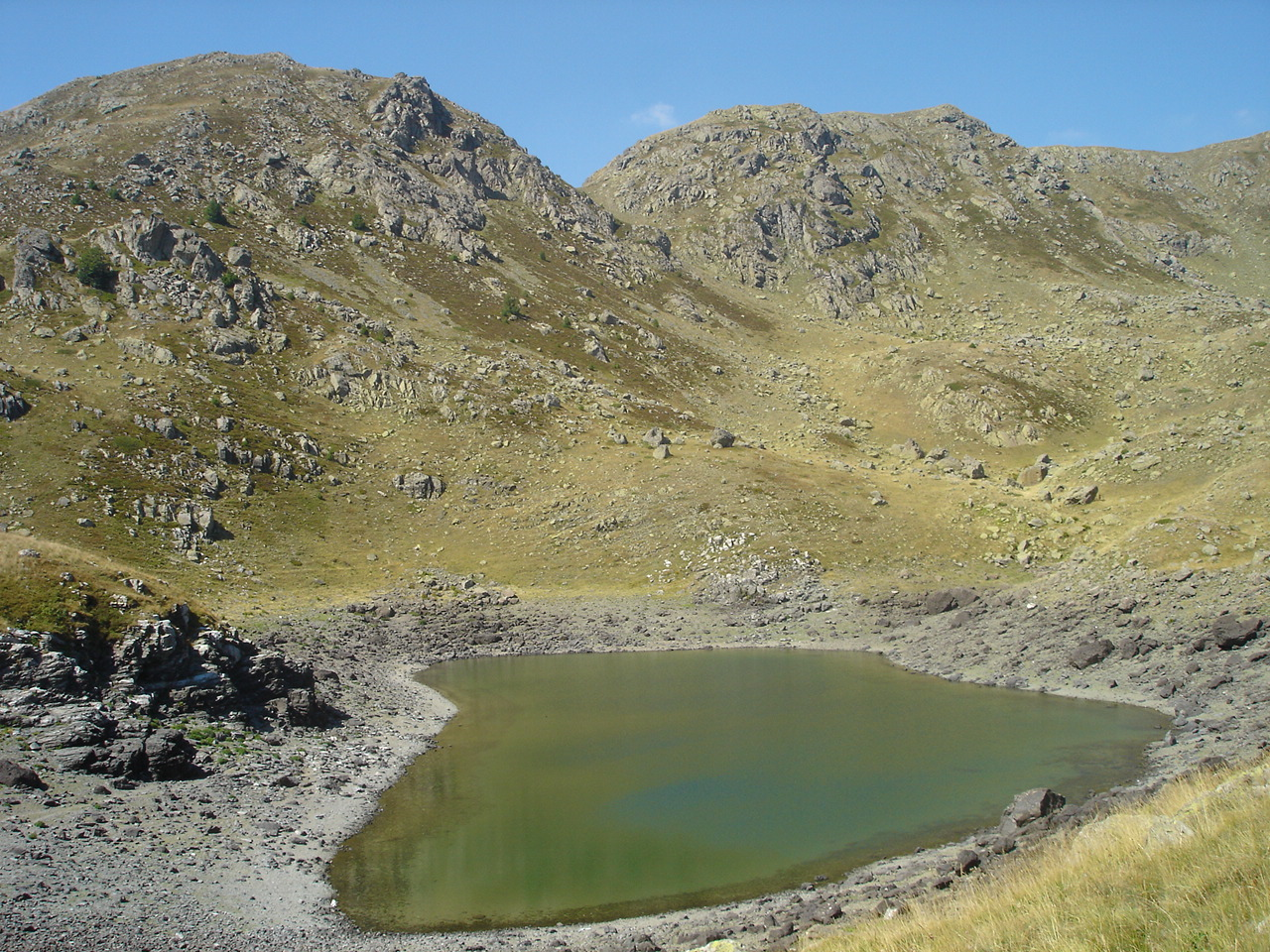
Wewczansko Ezero u podnóża szczytu Crn Kamen